# Världscupen i längdåkning 1995/1996
Världscupen i längdåkning 1995/1996 inleddes i Vuokatti i Finland den 25 november 1995 och avslutades i Oslo i Norge den 16 mars 1996. Vinnare av totala världscupen blev Bjørn Dæhlie från Norge på herrsidan och Manuela Di Centa från Italien på damsidan.

## Tävlingskalender

### Herrar
| Placering | Datum            | Plats            | Distans                    | Etta                                                          | Tvåa                                                           | Trea                                                                  |
| --------- | ---------------- | ---------------- | -------------------------- | ------------------------------------------------------------- | -------------------------------------------------------------- | --------------------------------------------------------------------- |
| 1.        | 26 november 1995 | Vuokatti         | 10 kilometer klassisk stil | Vladimir Smirnov                                              | Bjørn Dæhlie                                                   | Sami Repo                                                             |
| 2.        | 29 november 1995 | Gällivare        | 15 kilometer fristil       | Bjørn Dæhlie                                                  | Jari Isometsä                                                  | Silvio Fauner                                                         |
| 3.        | 9 december 1995  | Davos            | 30 kilometer klassisk stil | Bjørn Dæhlie                                                  | Vladimir Smirnov                                               | Silvio Fauner                                                         |
| 4.        | 10 december 1995 | Davos            | Stafett 4 × 10 kilometer   | FinlandKarri Hietamäki Sami Repo Mika Myllylä Jari Isometsä   | NorgeSture Sivertsen Erling Jevne Bjørn Dæhlie Thomas Alsgaard | SverigeMorgan Göransson Niklas Jonsson Anders Bergström Torgny Mogren |
| 5.        | 13 december 1995 | Brusson          | 15 kilometer fristil       | Bjørn Dæhlie                                                  | Silvio Fauner                                                  | Vladimir Smirnov                                                      |
| 6.        | 16 december 1995 | Santa Caterina   | 10 kilometer klassisk stil | Bjørn Dæhlie                                                  | Vladimir Smirnov                                               | Mika Myllylä                                                          |
| 7.        | 17 december 1995 | Santa Caterina   | 15 kilometer fristil       | Bjørn Dæhlie                                                  | Jari Isometsä                                                  | Vladimir Smirnov                                                      |
| 8.        | 9 januari 1996   | Štrbské Pleso    | 50 kilometer fristil       | Vladimir Smirnov                                              | Bjørn Dæhlie                                                   | Niklas Jonsson                                                        |
| 9.        | 13 januari 1996  | Nové Město       | 15 kilometer klassisk stil | Bjørn Dæhlie                                                  | Jari Isometsä                                                  | Mika Myllylä                                                          |
| 10.       | 14 januari 1996  | Nové Město       | Stafett 4 x 10 kilometer   | FinlandSami Repo Mika Myllylä Harri Kirvesniemi Jari Isometsä | NorgeThomas Alsgaard Vegard Ulvang Erling Jevne Bjørn Dæhlie   | ItalienFabio Maj Giorgio Vanzetta Fulvio Valbusa Gaudenzio Godioz     |
| 11.       | 2 februari 1996  | Seefeld in Tirol | 10 kilometer fristil       | Bjørn Dæhlie                                                  | Fulvio Valbusa                                                 | Jari Isometsä                                                         |
| 12.       | 3 februari 1996  | Seefeld in Tirol | Sprintstafett              | ItalienFulvio Valbusa Silvio Fauner                           | Sverige INiklas Jonsson Torgny Mogren                          | FinlandMika Myllylä Jari Isometsä                                     |
| 13.       | 5 februari 1996  | Reit im Winkl    | Sprint fristil             | Tor Arne Hetland                                              | Peter Schlickenrieder                                          | Silvio Fauner                                                         |
| 14.       | 10 februari 1996 | Kavgolovo        | 15 kilometer klassisk stil | Aleksej Prokurorov                                            | Vladimir Smirnov                                               | Bjørn Dæhlie                                                          |
| 15.       | 24 februari 1996 | Trondheim        | 30 kilometer fristil       | Vladimir Smirnov                                              | Bjørn Dæhlie                                                   | Aleksej Prokurorov                                                    |
| 16.       | 25 februari 1996 | Trondheim        | Stafett 4 x 10 kilometer   | -                                                             | -                                                              | -                                                                     |
| 17.       | 1 mars 1996      | Lahtis           | Stafett 4 x 10 kilometer   | -                                                             | -                                                              | -                                                                     |
| 18.       | 3 mars 1996      | Lahtis           | 30 kilometer fristil       | Jari Isometsä                                                 | Bjørn Dæhlie                                                   | Aleksej Prokurorov                                                    |
| 19.       | 9 mars 1996      | Falun            | 10 kilometer fristil       | Vladimir Smirnov                                              | Bjørn Dæhlie                                                   | Jari Isometsä                                                         |
| 20.       | 10 mars 1996     | Falun            | 15 kilometer klassisk stil | Vladimir Smirnov                                              | Fulvio Valbusa                                                 | Jari Isometsä                                                         |
| 21.       | 16 mars 1996     | Oslo             | 50 kilometer klassisk stil | Erling Jevne                                                  | Krister Sørgård                                                | Anders Bergström                                                      |
| 22.       | 17 mars 1996     | Oslo             | Stafett 4 x 10 kilometer   | -                                                             | -                                                              | -                                                                     |

### Damer
| Placering | Datum            | Plats            | Distans                    | Etta                                                                   | Tvåa                                                                             | Trea                                                                                    |
| --------- | ---------------- | ---------------- | -------------------------- | ---------------------------------------------------------------------- | -------------------------------------------------------------------------------- | --------------------------------------------------------------------------------------- |
| 1.        | 26 november 1995 | Vuokatti         | 5 kilometer klassisk stil  | Ljubov Jegorova                                                        | Jelena Välbe                                                                     | Marit Mikkelsplass                                                                      |
| 2.        | 29 november 1995 | Gällivare        | 10 kilometer fristil       | Stefania Belmondo                                                      | Ljubov Jegorova                                                                  | Jelena Välbe                                                                            |
| 3.        | 9 december 1995  | Davos            | 5 kilometer fristil        | Jelena Välbe                                                           | Kateřina Neumannová                                                              | Manuela Di Centa                                                                        |
| 4.        | 10 december 1995 | Davos            | 10 kilometer klassisk stil | Ljubov Jegorova                                                        | Jelena Välbe                                                                     | Larisa Lazutina                                                                         |
| 5.        | 13 december 1995 | Brusson          | 10 kilometer fristil       | Jelena Välbe                                                           | Ljubov Jegorova                                                                  | Nina Gavriljuk                                                                          |
| 6.        | 16 december 1995 | Santa Caterina   | 10 kilometer klassisk stil | Larisa Lazutina                                                        | Ljubov Jegorova                                                                  | Nina Gavriljuk                                                                          |
| 7.        | 17 december 1995 | Santa Caterina   | Stafett 4 x 5 kilometer    | Ryssland ILarisa Lazutina Nina Gavriljuk Ljubov Jegorova Jelena Välbe  | Italien ICristina Paluselli Stefania Belmondo Gabriella Paruzzi Manuela Di Centa | Ryssland IISvetlana Nagejkina Julia Tjepalova Natalia Baranova-Masolkina Olga Kornejeva |
| 8.        | 9 januari 1996   | Štrbské Pleso    | 30 kilometer fristil       | Manuela Di Centa                                                       | Jelena Välbe                                                                     | Stefania Belmondo                                                                       |
| 9.        | 13 januari 1996  | Nové Město       | 10 kilometer klassisk stil | Jelena Välbe                                                           | Manuela Di Centa                                                                 | Larisa Lazutina                                                                         |
| 10.       | 14 januari 1996  | Nové Město       | Stafett 4 x 5 kilometer    | RysslandSvetlana Nagejkina Larisa Lazutina Nina Gavriljuk Jelena Välbe | NorgeAnita Moen Bente Martinsen Marit Mikkelsplass Trude Dybendahl               | ItalienCristina Paluselli Stefania Belmondo Gabriella Paruzzi Manuela Di Centa          |
| 11.       | 2 februari 1996  | Seefeld in Tirol | 5 kilometer fristil        | Manuela Di Centa                                                       | Stefania Belmondo                                                                | Jelena Välbe                                                                            |
| 12.       | 3 februari 1996  | Seefeld in Tirol | Sprintstafett              | ItalienStefania Belmondo Manuela Di Centa                              | NorgeTrude Dybendahl Anita Moen                                                  | Ryssland IJelena Välbe Olga Kornejeva                                                   |
| 13.       | 5 februari 1996  | Reit im Winkl    | Sprint fristil             | Jelena Välbe                                                           | Anita Moen                                                                       | Kateřina Neumannová                                                                     |
| 14.       | 11 februari 1996 | Kavgolovo        | 10 kilometer klassisk stil | Manuela Di Centa                                                       | Larisa Lazutina                                                                  | Marit Mikkelsplass                                                                      |
| 15.       | 24 februari 1996 | Trondheim        | 5 kilometer klassisk stil  | Manuela Di Centa                                                       | Marit Mikkelsplass                                                               | Larisa Lazutina                                                                         |
| 16.       | 25 februari 1996 | Trondheim        | 10 kilometer fristil       | Manuela Di Centa                                                       | Jelena Välbe                                                                     | Nina Gavriljuk                                                                          |
| 17.       | 2 mars 1996      | Lahtis           | 10 kilometer fristil       | Manuela Di Centa                                                       | Stefania Belmondo                                                                | Nina Gavriljuk                                                                          |
| 18.       | 9 mars 1996      | Falun            | 15 kilometer fristil       | Manuela Di Centa                                                       | Jelena Välbe                                                                     | Nina Gavriljuk                                                                          |
| 19.       | 10 mars 1996     | Falun            | Stafett 4 x 5 kilometer    | -                                                                      | -                                                                                | -                                                                                       |
| 20.       | 16 mars 1996     | Oslo             | 30 kilometer klassisk stil | Nina Gavriljuk                                                         | Larisa Lazutina                                                                  | Marit Mikkelsplass                                                                      |
| 21.       | 17 mars 1996     | Oslo             | Stafett 4 x 5 kilometer    | -                                                                      | -                                                                                | -                                                                                       |

## Slutställning

### Herrar
| Placering | Namn               | Land      | Total Poäng |
| --------- | ------------------ | --------- | ----------- |
| 1         | Bjørn Dæhlie       | Norge     | 1110        |
| 2         | Vladimir Smirnov   | Kazakstan | 1034        |
| 3         | Jari Isometsä      | Finland   | 617         |
| 4         | Aleksej Prokurorov | Ryssland  | 544         |
| 5         | Silvio Fauner      | Italien   | 508         |
| 6         | Fulvio Valbusa     | Italien   | 482         |
| 7         | Mikhail Botvinov   | Österrike | 401         |
| 8         | Thomas Alsgaard    | Norge     | 352         |
| 9         | Torgny Mogren      | Sverige   | 312         |
| 9         | Johann Mühlegg     | Tyskland  | 312         |

### Damer
| Placering | Namn                    | Land     | Total Poäng |
| --------- | ----------------------- | -------- | ----------- |
| 1         | Manuela Di Centa        | Italien  | 1004        |
| 2         | Jelena Välbe            | Ryssland | 945         |
| 3         | Larisa Lazutina         | Ryssland | 732         |
| 4         | Nina Gavriljuk          | Ryssland | 717         |
| 5         | Ljubov Jegorova         | Ryssland | 690         |
| 6         | Stefania Belmondo       | Italien  | 675         |
| 7         | Marit Mikkelsplass      | Norge    | 579         |
| 8         | Kateřina Neumannová     | Tjeckien | 419         |
| 9         | Irina Terelia Taranenko | Ukraina  | 340         |
| 10        | Anita Moen              | Norge    | 330         |